# Stéphane Hillel
Pour les articles homonymes, voir Hillel (homonymie).
Stéphane Hillel est un acteur et un metteur en scène français né le 8 avril 1955 à Neuilly-sur-Seine (Hauts-de-Seine). Depuis janvier 2002, il est directeur artistique du théâtre de Paris. En décembre 2012, il est nommé Directeur général du théâtre de Paris.

## Biographie
Stéphane Hillel est né à Neuilly sur Seine.

## Théâtre

### Comédien
- 1977 : Le Tube de Françoise Dorin, mise en scène François Périer, tournée
- 1980 : La Cage aux folles de Jean Poiret, mise en scène Pierre Mondy, théâtre Montparnasse
- 1981 : Coup de chapeau de Bernard Slade, mise en scène Pierre Mondy, théâtre des Célestins
- 1982 : Madame Princesse de Félicien Marceau, mise en scène François Périer en tournée
- 1982 : Lorsque l'enfant paraît d'André Roussin, mise en scène Jean-Michel Rouzière, théâtre des Variétés
- 1983 : Le Don Juan de la Creuse d'Eugène Labiche, mise en scène Daniel Ceccaldi, théâtre de l'Eldorado
- 1984-1985 : Les Temps difficiles d'Édouard Bourdet, mise en scène Pierre Dux, théâtre des Variétés
- 1986-1987 : Les Voisins du dessus de Laurence Jyl, mise en scène Jacques Rosny, théâtre de la Renaissance et tournée
- 1987-1988 : Les Seins de Lola de Maria Pacôme, mise en scène Jean-Luc Moreau, théâtre Saint-Georges et tournée
- 1989 : Pâquerette de Claude Magnier, mise en scène Francis Perrin, théâtre de la Michodière
- 1989-1993 : Les Palmes de monsieur Schutz de Jean-Noël Fenwick, mise en scène Gérard Caillaud, théâtre des Mathurins et tournée. Prix Daniel-Sorano
- 1994 : Le Bal des voleurs de Jean Anouilh, mise en scène Jean-Claude Brialy, Festival d'Anjou
- 1995 : Arsenic et vieilles dentelles de Joseph Kesselring, mise en scène Jacques Rosny, théâtre de la Madeleine
- 1996 : Camus, Sartre... et « Les Autres » de et mise en scène Jean-François Prévand, théâtre de l'Œuvre
- 1996 : La Panne de Friedrich Dürrenmatt, mise en scène Pierre Franck, théâtre de l'Atelier et tournée
- 1997 : La Panne de Friedrich Dürrenmatt, mise en scène Pierre Franck, théâtre des Célestins
- 1998-1999 : L'Affrontement de Bill C. Davis, adaptation Jean Piat, mise en scène Stéphane Hillel, en tournée et Comédie des Champs-Élysées
- 1999-2000 : La Question d'argent d'Alexandre Dumas fils, mise en scène Régis Santon, théâtre Silvia Monfort
- 2000-2001 : Les Dernières Lunes de Furio Bordon, mise en scène Stéphane Hillel, adaptation Jean Piat, théâtre Montparnasse
- 2001-2002 : Impair et Père de Ray Cooney, adaptation Stewart Vaughan et Jean-Christophe Barc, mise en scène Jean-Luc Moreau, théâtre de la Michodière
- 2003 : Hypothèque de Daniel Besse, mise en scène Patrice Kerbrat, théâtre de l'Œuvre
- 2004 : Trait d’union de Murielle Magellan, mise en scène Bernard Murat, théâtre des Mathurins
- 2009 : Goodbye Charlie de George Axelrod, adaptation Dominique Deschamps et Didier Caron, mise en scène Didier Caron
- 2012 : Tour de piste de Christian Giudicelli, mise en scène Jacques Nerson, Festival d'Avignon off, puis Théâtre Les Déchargeurs
- 2019 : Jacques et son maître de Milan Kundera, mise en scène Nicolas Briançon, Festival d'Anjou
- 2019 : Norma Jeane Monroe d’Anthony Michineau, mise en scène de Guillaume Bouchède, tournée
- 2021 : Jacques et son maître de Milan Kundera, mise en scène Nicolas Briançon, théâtre Montparnasse

### En tant que metteur en scène
- 1990 : Coiffure pour dames de Robert Harling, théâtre de la Gaîté-Montparnasse
- 1990 : Apostrophons-nous avec Chantal Ladesou, théâtre d'Edgar
- 1994 : Bobosse d'André Roussin, avec Gérard Rinaldi, théâtre de la Michodière
- 1994 : Mes jours heureux, coécrit avec François Périer
- 1995 : Toâ de Sacha Guitry, avec Serge Lama, théâtre Édouard VII
- 1996 : L'Affrontement de Bill C. Davis, avec Jean Piat, Francis Lalanne, théâtre Fontaine
- 1997 : Gagneurs d'Alain Krief, théâtre Rive Gauche
- 1997 : La Mamma d'André Roussin, avec Rosy Varte, théâtre de la Madeleine
- 1997 : Les Œufs de l'autruche d'André Roussin, avec Gérard Hernandez, théâtre des Variétés
- 1998 : Deux sur la balançoire de William Gibson, adaptation Jean-Loup Dabadie, avec Ludmila Mikaël, Christophe Malavoy, théâtre Montparnasse
- 1999 : Les Portes du ciel de Jacques Attali, avec Gérard Depardieu, théâtre de Paris
- 2000-2001 : Les Dernières Lunes de Furio Bordon, adaptation Jean Piat, théâtre Montparnasse
- 2001 :  Mourir en Messidor de Raymond Leopold Bruckberger, théâtre des Célestins, Lyon
- 2002 : Un petit jeu sans conséquence de Jean Dell et Gérald Sibleyras, théâtre La Bruyère
- 2005 : Le Meilleur Professeur de Daniel Besse, Petit Théâtre de Paris
- 2005 : Amadeus de Peter Shaffer, théâtre de Paris
- 2008 : Le Temps des cerises de Niels Arestrup, théâtre de la Madeleine
- 2008 : La Maison du lac d'Ernest Thompson Théâtre de Paris
- 2010 : Vous avez quel âge ? de Françoise Dorin, Comédie des Champs-Élysées
- 2011 : Sunderland de Clément Koch, Petit Théâtre de Paris
- 2012 : L'invité de David Pharao, tournée
- 2013 : La société des loisirs de François Archambault, Petit Théâtre de Paris
- 2014 : Un singe en hiver d'après Antoine Blondin et Michel Audiard, adaptation Stéphan Wojtowicz, Théâtre de Paris
- 2016 : Maris et femmes de Woody Allen, Théâtre de Paris
- 2016 : Moi, moi et François B. de Clément Gayet, Théâtre Montparnasse.
- 2017 : Ramses II de Sébastien Thiéry, Théâtre des Bouffes-Parisiens
- 2019 : Huit euros de l'heure de Sébastien Thiéry, Théâtre Antoine
- 2019 : Sept ans de réflexion d'après le texte d'George Axelrod, théâtre des Bouffes-Parisiens.
- 2023 : Femmes en colère de Mathieu Menegaux et Pierre-Alain Leleu, La Pépinière-Théâtre

## Filmographie

### Cinéma
- 1976 : À nous les petites Anglaises de Michel Lang : Jean-Pierre
- 1977 : À chacun son enfer d'André Cayatte : Michel
- 1977 : Arrête ton char... bidasse ! de Michel Gérard : Raoul
- 1978 : Summer Night Fever de Sigi Rothemund
- 1979 : C'est dingue, mais on y va... ! de Michel Gérard
- 1979 : La Fac en délire (Traumbus) de Franz Antel
- 1980 : Heiße Kartoffeln de Sigi Rothemund
- 1980 : Une merveilleuse journée de Claude Vital : Blaise
- 2005 : Le Démon de midi de Marie-Pascale Osterrieth : Gabby
- 2005 : Je vous trouve très beau d'Isabelle Mergault : le représentant
- 2008 : Le Nouveau Protocole de Thomas Vincent : Pleynel

### Télévision
- 1977 : Les Cinq Dernières Minutes, épisode Le goût du pain de Claude Loursais : Jean-Marc
- 1978 : Les Bijoux de Carina de Philippe Ducrest
- 1982 : Mettez du sel sur la queue de l'oiseau pour l'attraper de Philippe Ducrest
- 1985 : Les Cinq Dernières Minutes (saison 2, épisode 14 : Tilt) de Jean-Pierre Desagnat
- 1989 : La Compagnie de Sarah de Stéphane Loison
- 1990 : Constance et Vicky de Jacques Cluzaud et Jean-Pierre Prévost
- 1990 : Orages d'été de Jean Sagols
- 1993 : Clovis Les Disparus de Reillanne de François Leterrier
- 1995 : Les Cinq Dernières Minutes Deuil à Cognac de Jean-Jacques Kahn
- 2000 : La Question d'argent d'Alexandre Dumas fils, mise en scène Régis Santon, captation au théâtre Silvia Monfort
- 2003 : Impair et Père de Jean-Luc Moreau
- 2004 : À trois, c'est mieux de Laurence Katrian
- 2006 : Fabien Cosma Sous surveillance de Jean-Claude Sussfeld
- 2006 : Commissaire Valence Cœur de pierre de Denis Amar
- 2007 : Je nous aime beaucoup de Laurent Preyale
- 2011 : Le Grand Restaurant II de Gérard Pullicino

## Distinctions
- Prix Daniel Sorano pour Les Palmes de monsieur Schutz
- Molières 1990 : nomination au Molière de la révélation théâtrale pour Les Palmes de monsieur Schutz
- Molières 2002 : nomination au Molière du comédien dans un second rôle pour Impair et Père
- Molières 2003 : Molière du metteur en scène pour Un petit jeu sans conséquence